# Victoria (rivière de Nouvelle-Zélande)
Pour les articles homonymes, voir Victoria.
La Victoria (anglais : Victoria River) est une rivière du district du Far North de la région du Northland de l’île du Nord de la Nouvelle-Zélande. 

## Géographie
Elle s’écoule au nord-ouest à partir de la chaîne Maungataniwha, rejoignant le fleuve Awanui à l’est de la ville de Kaitaia.